# ファイエット郡 (ジョージア州)
ファイエット郡（英: Fayette County）は、アメリカ合衆国ジョージア州にある郡である。人口は11万9194人（2020年）。郡庁所在地はファイエットビルであり、同郡で人口最大の都市はピーチツリーシティである。
ファイエット郡はアトランタ都市圏（正確にはアトランタ・サンディスプリングス・マリエッタ大都市統計地域）に属している。

## 歴史
ファイエット郡は1821年5月15日に設立され、郡名はフランス貴族で、アメリカ独立戦争を支援したラファイエット侯爵に因んで名付けられた。

## 地理
アメリカ合衆国国勢調査局に拠れば、郡域全面積は199.25平方マイル (516.1 km2)であり、このうち陸地197.05平方マイル (510.4 km2)、水域は2.20平方マイル (5.7 km2)で水域率は1.10%である。

### 主要高規格道路

#### ジョージア州道
- ジョージア州道54号線
- ジョージア州道74号線
- ジョージア州道85号線
- ジョージア州道92号線
- ジョージア州道138号線
- ジョージア州道279号線
- ジョージア州道314号線

### 隣接する郡
- フルトン郡 - 北
- クレイトン郡 - 東
- スポルディング郡 - 南
- コウェタ郡 - 西

## 人口動態
以下は2000年国勢調査による人口統計データである。
| 基礎データ - 人口: 91,263人 - 世帯数: 31,524 世帯 - 家族数: 25,975 家族 - 人口密度: 179人/km2（463人/mi2） - 住居数: 32,726軒 - 住居密度: 64軒/km2（166軒/mi2） 人種別人口構成 - 白人: 80.96% - アフリカン・アメリカン: 12.87% - ネイティブ・アメリカン: 0.21% - アジア人: 2.42% - 太平洋諸島系: 0.02% - その他の人種: 0.76% - 混血: 1.25% - ヒスパニック・ラテン系: 2.83% 年齢別人口構成 - 18歳未満: 29.1% - 18-24歳: 6.5% - 25-44歳: 27.7% - 45-64歳: 27.8% - 65歳以上: 8.9% - 年齢の中央値: 38歳 - 性比（女性100人あたり男性の人口） - 総人口: 95.8 - 18歳以上: 92.0 | 世帯と家族（対世帯数） - 18歳未満の子供がいる: 43.1% - 結婚・同居している夫婦: 71.5% - 未婚・離婚・死別女性が世帯主: 8.3% - 非家族世帯: 17.6% - 単身世帯: 15.0% - 65歳以上の老人1人暮らし: 5.5% - 平均構成人数 - 世帯: 2.88人 - 家族: 3.20人 収入と家計 - 収入の中央値 - 世帯: 71,227米ドル（2007年推計では79,498ドル） - 家族: 78,853米ドル（2007年推計では89,873ドル） - 性別 - 男性: 54,738米ドル - 女性: 33,333米ドル - 人口1人あたり収入: 29,464米ドル - 貧困線以下 - 対人口: 2.6% - 対家族数: 2.0% - 18歳未満: 2.8% - 65歳以上: 4.6% |

## 都市と町
- ファイエットビル - 郡庁所在地
- ピーチツリーシティ
- ブルックス
- タイロン
- ウールジー

## 教育
ファイエット郡の公共教育はファイエット郡教育システムが管轄している。
郡内の高校はファイエット郡高校、マッキントシュ高校など、5校あり、またオールタナティブ教育プログラムも整備されている。

## 著名な出身者
- イベンダー・ホリフィールド、プロボクサー
- アンドレ・3000、ラッパー、アウトキャストの一員
- ビッグ・ボーイ、ラッパー、アウトキャストの一員
- シーロー・グリーン、ラッパー、アウトキャストの一員
- コシロ・バジリ、プロレスラー、リングネームはアイアン・シーク
- ダレン・マシューズ、プロレスラー、リングネームはウィリアム・リーガル
- クリス・ベノワ、プロレスラー
- ナンシー・ベノワ、プロレスラー
- ポール・オーンドーフ、プロレスラー
- ティム・ハドソン、メジャーリーグベースボール選手、アトランタ・ブレーブス